# 生物農薬
生物農薬（せいぶつのうやく、バイオペスティサイド、英: Biopesticide）とは、農薬としての目的で利用される生きた生物をいう。生物としては、昆虫、線虫、菌類などが中心である。生物農薬に対し狭義の農薬を区別する場合、そちらは化学農薬と呼ばれる。
特に天敵を利用する場合を天敵農薬、微生物を利用する場合を微生物農薬ということがある。生物的防除とも呼ばれる。
なお、農薬の中には生物由来の物質（抗生物質、毒素など）もあり、こうしたものも含めて生物農薬という場合もある。しかし、本項目においては、生きた生物に限って説明する。

## 種類と作用機序

### 天敵
生物農薬（昆虫が多い）が害虫（昆虫が多い）に寄生したり、害虫を捕食したりするもの。
例1：害虫マメハモグリバエに対する寄生蜂であるコマユバチ科のハモグリコマユバチ剤（羽化成虫、学名w:Dacnusa sibirica）
例2：害虫アブラムシ類を捕食するクサカゲロウ科ヒメクサカゲロウ属のヤマトクサカゲロウ剤（幼虫、学名Chrysoperla carnea）
例3：害虫アザミウマ類幼虫やコナジラミ類幼虫およびハダニ等を捕食する、スワルスキーカブリダニ剤

### 病原菌
生物農薬（菌類が多い）が害虫（昆虫が多い）に感染し死亡させるもの。また、害虫を死亡に至らせられないが、活動性を低下させることを目的としたものもある。
例：害虫アブラムシ類に感染するバーティシリウム・レカニ剤（菌類、学名Verticillium lecanii (Zimmermann) Viegas）。害虫は死亡する。
例：害虫ネコブセンチュウに感染するパスツーリア・ペネトランス剤（細菌、学名Pasteuria penetrans）。害虫は死亡しないものの栄養を奪われ産卵不能になったり、運動能力が抑制されるので作物に対する被害が軽くなる。

### 病原菌を媒介する生物
共生生物（菌類）を持つ生物農薬（線虫類）が、害虫（昆虫）に共生生物を感染させて死亡させるもの。
例：害虫ゾウムシ類（幼虫）などに対するスタイナーネマ・カーポカプサエ剤（線虫の幼虫、学名Steinernema carpocapsae）。これは害虫の口、肛門、気門より本剤が侵入し、共生細菌ゼノラブダスネマトフィーラスを放出する。害虫は敗血症により死亡する。

### 抗菌物質を産出するもの
生物農薬（菌類）が植物の病原菌に対する抗菌物質を産出するもの。
例：根頭がんしゅ病菌に対するアグロバクテリウム・ラジオバクター剤（細菌、学名Agrobacterium radiobactor strain 84）は、抗菌物質を産出し、病原菌の生育を阻害する（なお、病原菌に対する拮抗作用もある）。

### 病原菌に対して拮抗するもの
生物農薬（菌類）が病原菌に対して、生息場所や栄養の摂取で拮抗（競合）し、その結果、病原菌の活動を抑制するもの。
例：灰色カビ病菌に対するバチルス・ズブチリス剤（細菌、学名Bacillus subtilis）は、植物に住着き、栄養物（植物の代謝する有機物、空中に浮遊する有機物など）を摂取する。後から病原菌が来ても、既に生息場所や栄養分を押さえられているので排除される（本剤が病原菌と拮抗）。

### 雑草に対する病原菌
生物農薬（菌類）が特定の種類の雑草に対してのみ感染し、除草効果を表すもの。
例：雑草スズメノカタビラに対するザントモナス・キャンペストリス剤（細菌、学名Xanthomonas campestris pv.poae）は、同草内で増殖し、枯死させる。

### 毒性物質を生産するもの
生物農薬（菌類）が特定の種類の鱗翅目、双翅目、鞘翅目等に選択毒性を示すもの。
例：バチルス・チューリンゲンシス（Bacillus thuringiensis）を利用したBT剤。

## 化学農薬との違い
種類にもよるが生きた生物であるため、化学農薬（普通の農薬）と比べて一般的に次のような違いある。
- 有効期限が短い（特に昆虫類は短い）。
- 化学農薬との併用が不可、または限定的である。また化学農薬と生物農薬の散布の間隔を広くあける必要がある（化学農薬で生物農薬が死滅してはいけないため）。
- ビニールハウスの閉じた空間で利用することが多い（特に昆虫類は逃げるため）。
- 有機農業でも使うことができる。
- 対象となる害虫、病気、雑草が限定的である。
- 人畜や環境に対して安全性が高い。ただし外来生物を利用した生物農薬は、周辺の生態系への影響が懸念されている。
- 化学農薬は同一のものを繰り返し散布すると、害虫や病原菌に薬剤抵抗性が生じてしまう。しかし、生物農薬の場合、抵抗性が生じることは少なく、むしろ生物農薬で使われる生物の密度が高くなって効果が高くなることが多い。